# Elezioni legislative nei Paesi Bassi del 1952
Le elezioni legislative nei Paesi Bassi del 1952 si tennero il 25 giugno per il rinnovo della Tweede Kamer.

## Risultati
| Liste                                                   | Voti      | %     | Seggi |
| ------------------------------------------------------- | --------- | ----- | ----- |
| Partito del Lavoro                                      | 1 545 304 | 28,97 | 30    |
| Partito Popolare Cattolico                              | 1 529 289 | 28,67 | 30    |
| Partito Anti-Rivoluzionario                             | 603 111   | 11,31 | 12    |
| Unione Cristiana-Storica                                | 476 097   | 8,93  | 9     |
| Partito Popolare per la Libertà e la Democrazia         | 470 820   | 8,83  | 9     |
| Partito Comunista dei Paesi Bassi                       | 328 641   | 6,16  | 6     |
| Partito Nazionale Cattolico                             | 144 517   | 2,71  | 2     |
| Partito Politico Riformato                              | 129 057   | 2,42  | 2     |
| Alleanza Politica Riformata                             | 35 488    | 0,67  | –     |
| Partito della Classe Media                              | 25 108    | 0,47  | –     |
| Partito per la Giustizia, la Libertà e lo Stato Sociale | 18 988    | 0,36  | –     |
| Unione Socialista                                       | 18 008    | 0,34  | –     |
| Unione Conservatrice Giovane                            | 9 959     | 0,19  | –     |
| Totale                                                  | 5 334 387 | 100   | 100   |